# Jorge Fernandes (Schwimmer)
Jorge Luiz Leite Fernandes (* 3. April 1962 in Rio de Janeiro) ist ein ehemaliger brasilianischer Schwimmer. Er gewann bei Olympischen Spielen eine Bronzemedaille und bei Panamerikanischen Spielen je drei Silber- und Bronzemedaillen.

## Karriere
Fernandes begann seine internationale Karriere bei den Weltmeisterschaften 1978 in West-Berlin. Dort schied er in den Vorläufen über 100 Meter und über 200 Meter Freistil aus. Im Jahr darauf bei den Panamerikanischen Spielen 1979 in San Juan belegte Fernandes den sechsten Platz über 100 Meter Freistil. In der 4-mal-100-Meter-Freistilstaffel schwamm er nur im Vorlauf. Die 4-mal-200-Meter-Staffel mit Cyro Delgado, Djan Madruga, Jorge Fernandes und Marcus Mattioli gewann Silber hinter der US-Staffel.
Bei den Olympischen Spielen 1980 in Moskau fand zunächst der Wettbewerb über 200 Meter Freistil statt. Fernandes schwamm als bester Brasilianer die 16. Zeit im Vorlauf. Zwei Tage später siegte die sowjetische 4-mal-200-Meter-Staffel mit fünf Sekunden Vorsprung auf die Staffel aus der DDR, 0,7 Sekunden dahinter erschwammen Jorge Fernandes, Marcus Mattioli, Cyro Delgado und Djan Madruga die Bronzemedaille vor den Schweden. Die brasilianische 4-mal-100-Meter-Freistilstaffel mit Rômulo Arantes, Sérgio Ribeiro, Cláudio Kestener und Jorge Fernandes belegte den achten Platz. Schließlich startete Fernandes auch über 100 Meter Freistil. Als letzter des Halbfinales erreichte er wie über 200 Meter Freistil den 16. Rang.
1981 nahm Fernandes an der Universiade in Bukarest teil. Er gewann Silber über 200 Meter Freistil und Bronze über 100 Meter Freistil. Fernandes gewann drei weitere Bronzemedaillen mit den beiden Freistilstaffeln und der Lagenstaffel. Bei den Weltmeisterschaften 1982 in Guayaquil gelang Fernandes weder über 100 noch über 200 Meter Freistil der Finaleinzug. Die brasilianische 4-mal-200-Meter-Freistilstaffel belegte den siebten Platz und die Lagenstaffel wurde Achte. Im Jahr darauf bei den Panamerikanischen Spielen in Caracas gewannen beide Freistilstaffeln Silber hinter den Staffeln aus den Vereinigten Staaten. In der 4-mal-100-Meter-Freistilstaffel schwammen Ronald Menezes, Jorge Fernandes, Djan Madruga und Cyro Delgado. Die 4-mal-200-Meter-Freistilstaffel trat mit Madruga, Marcelo Jucá, Delgado und Fernandes an. Fernandes erreichte außerdem zwei Endläufe als Einzelschwimmer, er wurde Sechster über 100 Meter Freistil und Fünfter über 200 Meter Freistil. Bei den Olympischen Spielen 1984 in Los Angeles starteten die beiden Staffeln mit den gleichen Schwimmern wie 1983, erreichten aber beide nicht das Finale. Fernandes trat auch über 200 Meter Freistil an und belegte den 20. Platz.
1986 bei den Weltmeisterschaften in Madrid schied Fernandes über 100 und 200 Meter Freistil im Vorlauf aus. Die brasilianische 4-mal-100-Meter-Freistilstaffel kam auf den 14. Platz, die 4-mal-200-Meter-Staffel wurde 13. Im Jahr darauf bei den Panamerikanischen Spielen 1987 in Indianapolis wurde Fernandes Achter über 50 Meter Freistil und Fünfter über 100 Meter Freistil. Die beiden Freistilstaffeln traten in der Besetzung Jorge Fernandes, Cristiano Michelena, Cyro Delgado und Júlio César Rebolal an. Beide Staffeln gewannen die Bronzemedaille hinter den Staffeln aus den Vereinigten Staaten und aus Kanada. Zum Abschluss seiner Karriere trat Fernandes bei den Olympischen Spielen 1988 in Seoul an. Zunächst schwammen Cristiano Michelena, Jorge Fernandes, Emanuel Fortes und Júlio López in der 4-mal-200-Meter-Staffel die zehntbeste Zeit in den Vorläufen. Über 100 Meter Freistil war Fernandes als bester Brasilianer 33. der Vorläufe. Die brasilianische 4-mal-100-Meter-Staffel mit Fortes, Michelena, Fernandes und Lòpez erreichte den zwölften Platz. In seinem letzten olympischen Wettbewerb wurde Fernandes 37. über 50 Meter Freistil.